# 655

## Nașteri
- dată necunoscută: Papa Ioan al VI-lea  (d. 705)
- dată necunoscută: Childéric al II-lea rege al francilor (d. 675)
- dată necunoscută: Sfântul Hubert episcop sfânt al Bisericii Catolice (d. 727)
- dată necunoscută: Abdul Alhazred  (d. 738)

## Decese
- 19 septembrie: Papa Martin I  (n. 598)